# Luis Fuente Garate
Luis María Fuente Gárate (San Sebastián, 1950) es un pintor español. 
Se inició en la pintura de forma autodidacta; posteriormente, durante cuatro años, realiza parte de su trabajo bajo la dirección de Jesús Gallego; a continuación, durante los tres siguientes estudia con Ana Izura las técnicas de grabado calcográfico y estampación; posteriormente realiza un curso acerca de técnicas aditivas sobre soportes porosos en el Centre Internacional de Recerca Gráfica (Barcelona), impartido por su director, Jordi Rosés.
Entre los años 1979 y 1982 forma parte de la Junta Directiva de la Asociación Artística de Gipuzkoa, de la que fue presidente en 1982, año en el que el FIC le designa miembro del Jurado calificador para la selección del cartel anunciador del 30.º Festival Internacional de Cine de San Sebastián.
Entre 1981 y 1985 obras suyas quedan finalistas en sendos Certámenes Nacionales de Acuarela celebrados en Madrid, asimismo otras fueron seleccionadas en distintos "Miniprint Internacional".
Desde 1987 una obra suya figura en el Museo Minigravat de Barcelona.
Entre 1990 y 1994 obras suyas fueron seleccionadas en sendos premios de Grabado Máximo Ramos, quedando finalista en el 94 y siendo su obra adquirida por el Museo Bello Piñeiro.
Desde 1972 ha participado en más de 60 exposiciones, individuales y colectivas, algunas de las cuales (por más significativas) se reseñan a continuación.

## Exposiciones
- 1977.San Sebastián. Galería Zuterna.
- 1981. 
  - San Sebastián. Museo San Telmo y Sala de Exposiciones de la CAP.
  - San Sebastián. Sala de Exposiciones de la AAG (Colectivo Mancha)
  - Madrid. Galería de Arte Blasco de Garay. (Colectiva. V Certamen Nacional de Acuarela. Finalista)
- 1983. Plasencia.(Colectiva. V Salón de Otoño de Pintura)
- 1985. 
  - Wiesbaden.(Colectiva Pintores Donostiarras. Obra seleccionada)
  - San Sebastián. Museo San Telmo. (Colectiva Pintores Donostiarras)
  - Madrid. Galería de Arte Casarrubuelos. (Colectiva. IX Certamen Nacional de Acuarela. Finalista)
- 1988. Madrid. Centro Cultural Conde Duque.(Colectiva. La Estampa contemporánea en España. 150 artistas gráficos)
- 1989. 
  - San Sebastián. Galería Altxerri.
  - Madrid. Galería Rafael Colomer. (Colectiva)
  - Barcelona. Centre Internacional de Recerca Gráfica.(Colectiva. obra seleccionada)
- 1990. 
  - París. Galería R Ibáñez (Colectiva. Gravures Contemporaine Espagnol)
  - VIII Premio de Grabado Máximo Ramos. Obra seleccionada.
- 1993. 
  - París. Centro Cultural Vasco (Colectiva."Europa.Arte sin fronteras")
  - San Sebastián. Galería Hernani 3.
- 1994. X Premio de Grabado Máximo Ramos. Obra finalista. Adquisición Museo Bello Piñeiro.
- 1995. San Sebastián. Galería Olaetxea.
- 1996. Madrid.Estampa 96.
- 1997. San Sebastián. Sala Biarritz.
- 1999. 
  - Fuenterrabía. Galería Txapitel.
  - Deba. Tolosa. (Colectiva.Okupgraf 99)
- 2000. Eibar. Portalea.
- 2003. Madrid. Galería Dionis Bennassar.